# Casilino
Casilino è la zona urbanistica 6B del Municipio Roma V di Roma Capitale. Si estende sul quartiere Q. VII Prenestino-Labicano.

## Geografia fisica

### Territorio
I confini della zona sono costituiti da: via Casilina, viale della Primavera, via Anagni, via Teano, via Torre Cajetani, via San Vito Romano, via di Acqua Bullicante fino a via Casilina.
La zona confina:
- a nord con la zona urbanistica 6D Gordiani
- a est con la zona urbanistica 7A Centocelle
- a sud con le zone urbanistiche 7G Centro Direzionale Centocelle e 6C Quadraro
- a ovest con la zona urbanistica 6A Torpignattara

## Storia
Nasce con il piano di Zona 23 "Casilino 23", dal quale l'area venne usualmente chiamata Casilino 23. Un referendum consultivo locale determinò l'assegnazione, non ufficiale, ma che ricorre sulle targhe delle indicazioni stradali, di Villa De Sanctis dalla presenza della villa omonima.
Il complesso si è formato, in base alla legge 167 del 1962 per l'edilizia economica e popolare, nella seconda metà degli anni settanta in un territorio occupato abusivamente da baracche, demolitori di auto, vecchi casali. Qui era anche la borgata Gordiani, narrata nelle novelle di Alberto Moravia e Pier Paolo Pasolini, una delle borgate ufficiali di Roma che negli anni ottanta, dopo numerose manifestazioni di protesta con falò stradali, venne abbattuta e al suo posto realizzata una strada di comunicazione tra la Casilina e la Prenestina.
Il nuovo quartiere, progettato dall'architetto romano Ludovico Quaroni, è stato realizzato da numerose cooperative edilizie per lo più in 29 edifici a "stecca", disposti a ventaglio, digradanti verso quattro differenti centri di convergenza, con un'altezza che varia da 2 a 14 piani.
Il quartiere si caratterizza per gli spazi di verde, messi in opera dalla iniziativa privata degli abitanti, che si vanno ad aggiungere all'ampia zona verde di Villa De Sanctis.

## Monumenti e luoghi d'interesse

### Architetture religiose

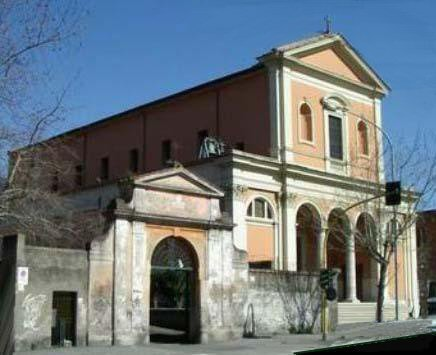
Chiesa di S. Marcellino e Pietro ad Duas Lauros

- Chiesa dei Santi Marcellino e Pietro ad Duas Lauros, su via Casilina. Chiesa del XX secolo (1922). 41.878092°N 12.548566°E
- Chiesa di San Gerardo Maiella, su via Romolo Balzani.

### Siti archeologici
- Catacombe dei Santi Marcellino e Pietro, presso la Villa De Sanctis, Catacombe del IV secolo. 41.878559°N 12.548556°E
- Mausoleo di Elena, nel parco di Villa De Sanctis. Sepolcro del IV secolo. 41.879019°N 12.548873°E
- Sepolcro sulla Labicana, presso la Villa De Sanctis. Sepolcro dell'età imperiale. 41.877874°N 12.549759°E

### Aree naturali

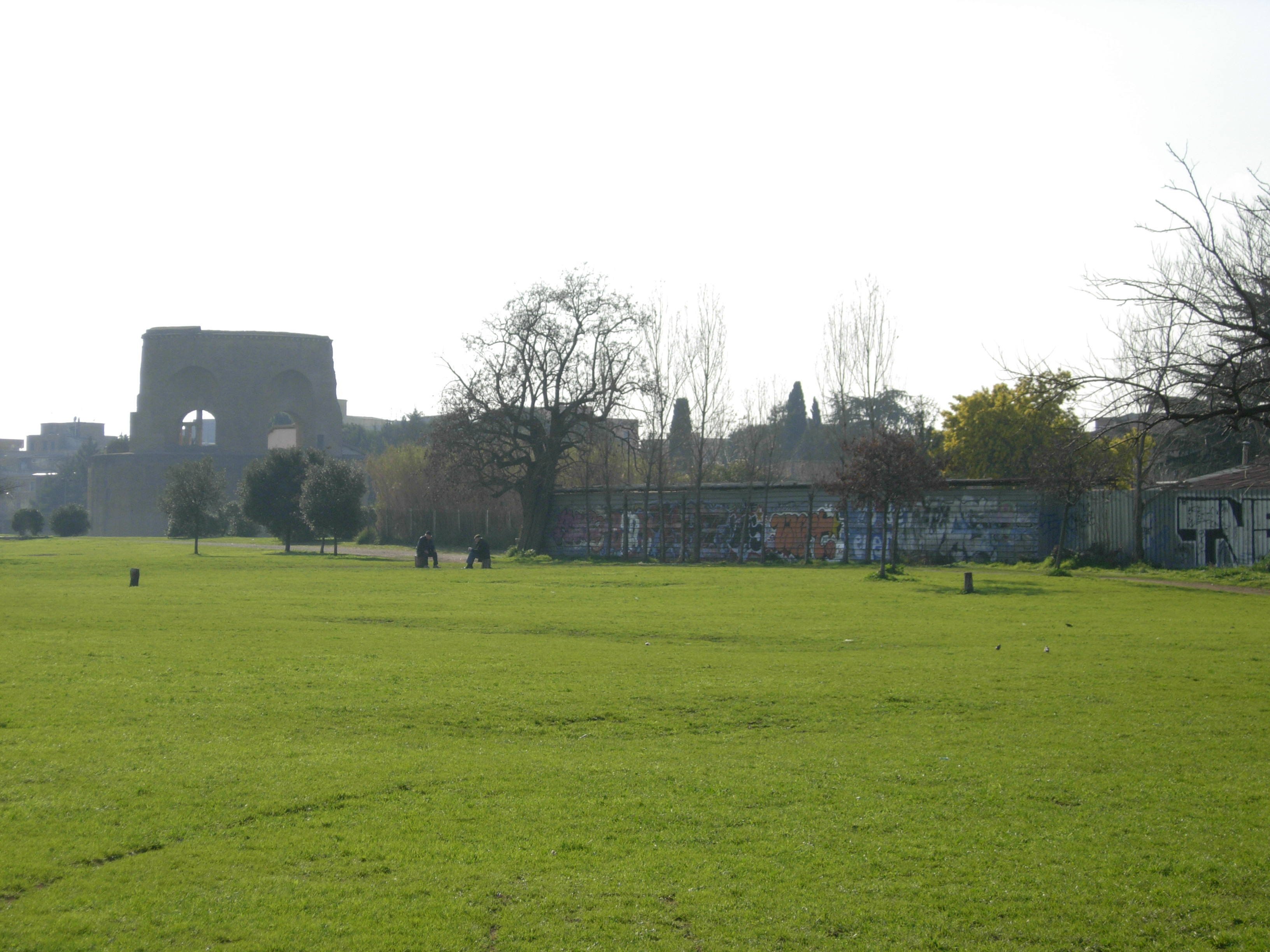
Villa De Sanctis, sullo sfondo il mausoleo di Elena

- Villa De Sanctis. 41.879559°N 12.550967°E

## Enti
- Ospedale generale di zona "Madre Giuseppina Vannini", su via di Acqua Bullicante. Ospedale del XX secolo (1912). 41.881188°N 12.543421°E

Gestito dalle Figlie di San Camillo.

## Geografia antropica

### Odonimia
Gli odonimi si riferiscono a personaggi che nella letteratura, nella musica e nel teatro si sono espressi nel dialetto romanesco come Romolo Balzani, Checco Durante, Valentino Banal, Francesco Ferraironi, Mario Ugo Guattari, Pio Pecchiai.

## Infrastrutture e trasporti
|  | È raggiungibile dalle stazioni: Tor Pignattara, Berardi e Balzani. |